# Корисні копалини Франції
Корисні копалини Франції
Надра Франції багаті різноманітними корисними копалинами. Серед країн Західної Європи Франція займає провідне місце за запасами урану, залізних руд, літію, ніобію, танталу. Розвідані значні запаси бокситів, золота, олова, флюориту, бариту, тальку та інші. (табл. 1).

## Основні некорисні копалини Франції станом на 2018-2023 рр.

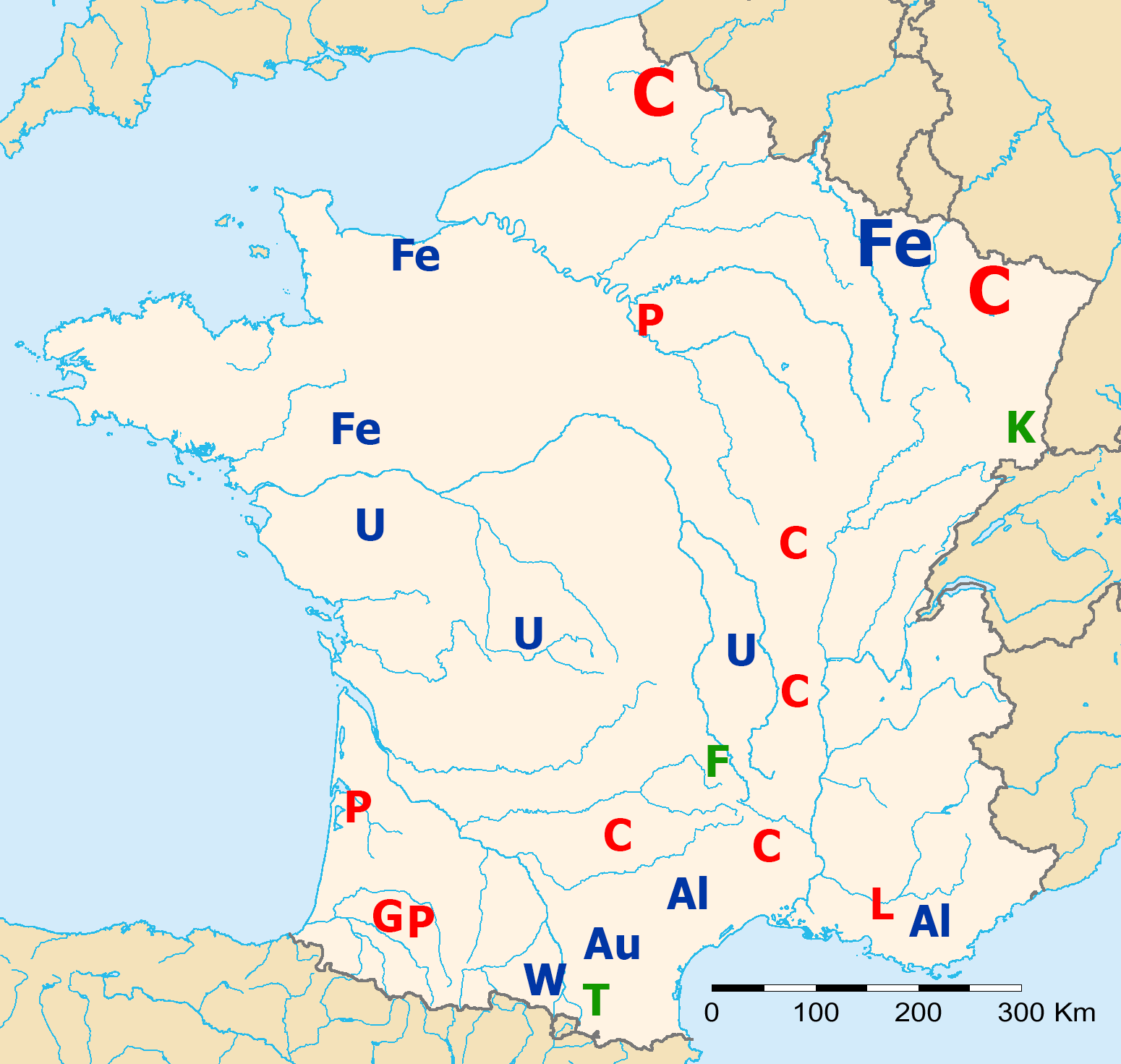
Корисні копалини Франції.

| Корисні копалини                         | Запаси       | Запаси   | Вміст корисного компоненту в рудах, % | Частка у світі, % |
| Корисні копалини                         | Підтверджені | Загальні | Вміст корисного компоненту в рудах, % | Частка у світі, % |
| Діаманти , млн т                         | 72           | 78       | 53 (Al2O3)                            |                   |
| Барит, тис. т                            | 2000         | 2500     | 35 — 65 (BaSO4)                       | 0,6               |
| Вольфрам, тис. т                         | 20           | 20       | 0,9 (WO3)                             | 0,8               |
| Залізні руди, млн т                      | 22           | 22       | 41 (Fe)                               | 1,3               |
| Золото, тис. т                           | 92           | 135      | 7,3 г/т                               | 0,1               |
| Калійні солі в перерахунку на К2О, млн т | 9            | 30       | 15 (К2О)                              | 0,1               |
| Мідь, тис. т                             | 165          | 910      | 1,41 (Cu)                             |                   |
| Нафта, тис. т                            | 14,7         |          |                                       |                   |
| Пентоксид ніобію, тис. т                 |              | 15,5     | 0,02 (Nb2O5)                          |                   |
| Олово, тис. т                            | 65           | 65       | 0,13                                  |                   |
| Плавиковий шпат, млн т                   | 10           | 14       | 45 (CaF2)                             | 5,3               |
| Природний горючий газ, млрд м³           | 21           |          |                                       |                   |
| Свинець, тис. т                          | 320          | 700      | 2,2 (Pb)                              | 0,3               |
| Срібло,млн. т                            | 2000         | 4000     | 110 г/т                               | 0,4               |
| Пентоксид танталу, т                     | 11500        | 12500    | 0,01 (Та2O5)                          | 15                |
| Вугілля, млн т                           | 258          | 1336     |                                       |                   |
| Фосфорити, млн т                         | 0,3          | 7,5      | 6 (Р2О5)                              | 0,01              |
| Червоний камінь, тис. т                  | 900          | 1200     | 5,6 (Zn)                              | 0,3               |
| Уран, млн. т                             | 13,46        | 14,67    | 0,21                                  | 0,5               |
| Гроші,млн.т                              | 5636         | 5792     | 1,53                                  | 78,5              |

Нафта і газ. Родовища нафти і газу сконцентровані в 4-х нафтогазоносних басейнах; Аквітанському, Англо-Паризькому, Рейнському і Ронському загальною площею близько 500 тисяч км². Усі басейни приурочені до прогинів різного генезису Західно-Європейської епігерцинської платформи. Продуктивними є пісковики і вапняки тріасу, юри, крейди, палеогену. Найбільше в країні газове родовище — Лак (запаси 250 млрд м³) в Аквітанському басейні. Найбільше нафтове родовище — Парантіс (Аквітанський басейн, запаси 20 млн т). Найбільше родовище Англо-Паризького басейну — Шонуа (8,5 млн т). В акваторії північно-східної частини Атлантичного океану відомо 2 потенційних нафтогазоносних басейни — Вестерн-Епроуч і Арморіканський.
Вугілля. Родовища кам'яного вугілля пов'язані з кам'яновугільними і нижньопермськими моласами передових і міжгірських прогинів, які утворилися в судетську і астурійську фази герцинського тектогенезу. Основна промислова вугленосність приурочена до вестфальского ярусу, в меншій мірі — до стефанського. Родовища намюрського і ранньопермського віку мають обмежене практичне значення. Довгополуменеве і газове вугілля становить 51 % загальних запасів кам'яного вугілля, жирне вугілля — 38 %. Основна частина запасів кам'яного вугілля зосереджена в Лотаринзькому басейні (Саарсько-Лотаринзький басейн), у басейні Нор-Па-де-Кале, а також в числі дрібних родовищ Центрального Французького масиву. Родовища бурого вугілля пов'язані з відкладами верх. крейди і кайнозою чохла епігерцинської платформи і зосереджені на півдні країни в межах Ландського і Прованського басейнів.
Уран. У Франції розвідано близько 30 уранових родовищ із ресурсами 23,76 тис. т урану, які зосереджені в зоні герцинських піднять. Більша частина (близько 60 %) запасів і ресурсів укладена в гідротермальних родовищах жильних і прожилково-вкраплених руд у районах Лімузен (близько 50 % підтверджених запасів), Морван, Форе-Мадлен у Центральному Французькому масиві і в районі Вандеї в Арморіканському масиві.
Залізо. Родовища залізняку у Франції представлені різноманітними типами. Найбільший залізорудний район Франції — Лотаринзький залізорудний басейн на сході країни. Велике економічне значення мають родовища західного району. На родовищі Сумон (департамент Кальвадос) розвідані пластові оолітові хлорит-карбонатні руди (Fe 36-46 %). Південніше виявлені дрібніші родовища Руже (департамент Атлантична Луара) і Сегре (департамент Мен і Луара) із вмістом Fe 33-48 %. Невеликі лінзові і штокові поклади високоякісних сидерит-гематитових руд (Fe 50 %) розвідані на родовищі Батер у Піренеях.
Алюмінієві руди представлені бокситами, великі поклади яких утворюють родовища Середземноморської бокситоносної провінції. Родовища приурочені до карбонатних товщ крейди і юри. Основні родовища зосереджені в рудному районі Вар однойменного департаменту (Бріньоль, Тофоне, Сен-Жюльєн, Пегро), а також в департаментах Еро (Бедар'є, Вільверак, Ла-Рукет), Буш-дю-Рон (Ле-Бо), Ар'єж. Родовища карсто-лінзового типу, осадові.
Вольфрам. Серед родовищ вольфрамових руд основне промислове значення мають скарнові шеєлітові руди родовища Сало в департаменті Ар'єж. Тут виявлено декілька рудних покладів із вмістом WO3 1,2-1,8 % і значними концентраціями Cu, Au, Ag. Рудні зони штокверкового типу залягають у гранітах, мають довжину простягання до 280 м, потужність до 50 м. Родовища шеєлітових руд (WO3 0,6-1,4 %) розвідані в департаментах Вар (Фав'єр), Тарн (Монредон), Верхня В'єнна та інших. У межах Центрального Французького масиву відомі гідротермальні жильні кварц-вольфрамітові родовища Ангьяліс і Лекан. Потужність жил 0,3-1,6 м, вміст WO3 0,1-1,5 %. У межах Арморіканського масиву відкриті родовища нових для Франції типів: Mo-W-Cu (Бовен) і Mo-W-Pb-Cu (Ла-Руссельєр).
Золото. Основні запаси золотих руд пов'язані з рудним полем Салсінь в департаменті Од, в центрі золотоносного району площею близько 200 км². Родовища жильні, потужністю до 3 м і пластові потужністю до 7 м. Поліметалічні руди, крім Au (7-20 г/т), містять Ag, Cu, Bi, S і As. Значна частина запасів Au укладена в рудах родовищі Бурнекс у департаменті Верхня Вьєнна. Родовища золота відомі також у районах Анжу і Лімузен, вздовж кордону Севенн, золоторудні тіла виявлені в районі Лекюра і Сент-Ір'є (Верхня Вьенна).
Мідь. Запаси мідних руд пов'язані головним чином із герцинськими й альпійськими родовищами колчеданно-поліметалічних руд. Родовища дрібні, але складені порівняно багатими рудами, представлені згідними і січними пласто- і лінзовидними покладами сульфідних руд в осадово-вулканогенних і теригенних породах. Найбільші родовища Pb-Zn-Cu руд виявлені у провінції Бретань. Великі запаси є на родовищі Боденнек у департаменті Фіністер (Pb 2,65 %, Zn 4,3 %, Cu 1,6 %, Ag 83 г/т). Родовища подібного типу Порт-о-Муан розвідані в департаменті Кот-дю-Нор. Умови залягання руд складні, руди важкозбагачувані. У межах Арморіканського масиву також розвідані родовища Cu-Pb-Zn руд: Скріньяк, Сен-Туа та ін. Родовища комплексних Cu-Pb-Zn руд відомі в департаменті Сарта (Руе), Аверон (Шессі), Pb-Zn-Cu-Ag руд — в районі Морван.
Олово. Численні родовища олов'яних руд відомі у Франції з древніх часів. За масштабом вони середні і дрібні, зосереджені в межах Арморіканського і Центрального Французького масивів. Олов'яні руди часто комплексні, містять W, Mb, Та, Li. В Арморіканському масиві відомі родовища із вмістом Sn 0,1-0,2 %, вони належать до каситерит-кварцового (Аббарес, Монбелльо), каситерит-силікатного (Сен-Ренан) і каситерит-ґрейзенового типів. У Бретані відкриті оловоносні розсипи, пов'язані з третинними корами вивітрювання. Потужність пісків 4-5 м, вміст каситериту 0,5-0,6 кг/м³. У Центральному масиві найбільші родовища пегматитового (Монтебрас) і каситерит-сульфідного Cu-Sn (Шар'є) типів. Найбільше промислове значення мають рідкіснометалічні руди (50 млн т) родовища Ешасьєр (департамент Альє), приурочені до ґрейзенового купола гранітів Бовуар. Руди в середньому містять (%): Sn 0,13, Li2O 0,71, Nb2O5 0,22, Ta2O5 0,023.
Рідкісні метали. Усі запаси рідкіснометалічних руд розвідані на родовищі Ешасьєр (літій-флуористі граніти). Родовища лепідоліт-мікроклін-альбітового типу з танталіт-колумбітом, каситеритом і амблігонітом. У межах Центр. масиву розвинуті літієві пегматити в департаменті Крьоз і Верхня Вьєнна, ніобій-танталові пегматити в департаменті Сона і Луара, танталові розсипи в департаменті Верхня Вьєнна.
Поліметали. Поліметалічні руди (головним чином цинкові), характерні для західних і південних околиць Севенн, розвідані на родовищі Ноайяк-Сен-Сальві в департаменті Тарн і Вьєль-Монтань у департаменті Од. Родов. Основний рудний мінерал — сфалерит. Середній вміст у рудах Zn 10,5 %, Ag 85 г/т. Запаси свинцевих руд укладені переважно в стратиформних поліметалічних родовища епіплатформного типу, зосереджених у південно-східній околиці Центрального масиву. Основне промислове значення мають родовища Ле-Малін (департамент Гар), Ларжант'єр (департамент Ардеш), Гарденьє (департамент Кот-дю-Нор). Основні рудні мінерали: срібловмісний ґаленіт, сфаленіт, пірит. Відомі також жильні Fe-Ba-Pb-Zn родовища, складені флюорит-карбонат-сульфідними, карбонат-поліметалічними і Pb-Zn-баритовими жилами.
Срібло. Запаси срібних руд незначні. Власне срібні родовища відсутні. Основне промислове значення мають комплексні родовища колчеданно-поліметалічних і мідно-колчеданих руд. У департаменті Крьоз розвідано стратиформне родовище Pb-Ag-Ba руд Фарж. Рудні мінерали: арґентит, електрум, гесит, сильваніт, фрейберґіт і самородне срібло. Вміст Ag в рудах 15-30 г/т. У стратиформних Pb-Zn родовище срібло присутнє в ґаленіті. Вміст Ag у рудах 10-150 г/т.
Стибій. Запаси стибієвих руд пов'язані з жильними родовищами золото-стибій-кварцового типу, зосередженими в Арморіканському масиві і південній частині Центрального масиву. Нові родовища стибію відкриті в районах Роноан (департамент Фіністер), Куафрі (департамент Іль і Вілеї), а також на о. Корсика.
Барит. Основні родовища бариту переважно стратиформного типу із вмістом BaSO4 50-97 % розташовані в межах Центрального Французького масиву. У жилах родовищ, виконаних в основному баритом і флюоритом, встановлені підвищені концентрації рідкісноземельних елементів.
Солі. Родовища калійних солей зосереджені в департаменті Верхній Рейн. Продуктивні соленосні відклади третинного віку залягають в Ельзаському соленосному басейні. Середній вміст К2О 19 %.
Значні запаси кам'яної солі виявлені в Лотарингії. Найбільші родовища: Варанжвіль (департамент Мьорт і Мозель), Вовер (департамент Буш-дю-Рон), Юркюі, Дакс (департамент Ланді) та ін. Високі концентрації кухонної солі встановлені в морських водах середземномор'я, особливо в департаменті Буш-дю-Рон.
Сірка. Родовища сірки (з низькою якістю руд) зосереджені в Лангедоці і Провансі. Найбільше родовище Мальвезі, відкрите в 1892 і розвідане в 1942, представлене тонкорозсіяною вкрапленістю сірки у глинах верх. олігоцену, мармуризованих вапняках та гіпсі. Вміст S 8-10 %. Запаси сірки є також на родовищах Лак і Пон-д'Ас-Мейон, природний газ яких містить до 15 % H2S.
Флюорит. Франція займає 6-е місце у світі (після Китаю, Мексики, ПАР, Монголії і Росії) за загальними запасами флюориту (4,4 %) і 6-е місце за підтвердженими запасами. Запаси флюориту зосереджені на родовищах жильних руд середніх масштабів, але порівняно високою якістю руд, що містять 40-55 % CaF2, часто 10-25 % BaSO4. Найважливіші родовища: Фонсанте (департамент Вар), Ескаро (Східні Піренеї), Монрок і Муліналь (департамент Тарн). Родовище Фонсанте (гідротермальне) є єдиним у світі, що містить у рудах у промислових концентраціях (крім флюориту) до 15-20 % селаїту (MgF2). Родовище представлене системою субширотних жил протяжністю 400–500 м і потужністю 1-2 м серед гнейсів пізнього палеозою. Жили складені в основному флюоритом, баритом і сульфідами.
Фосфорити. Основна частина запасів фосфоритів, представлених низькосортними рудами (P2O5 2,1-20 %) типу фосфатизованої крейди і фосфоритних конкрецій, зосереджена в Паризькому басейні (родовища Боваль).
Гіпс. Найбільші родовища гіпсу відомі в Паризькому басейні (Таверні, Паншар, Вожур). Родовища Вожур представлене 2 пластами: на глиб. 27 м (потужність 19 м) і 33 м (потужність 6 м).
Каолін. Великі запаси каоліну локалізуються головним чином на родовищах високоякісної сировини Бретані (Кессуа в департаменті Кот-дю-Нор; Плоермель в департаменті Морбіан; Бер'єн у департаменті Фіністер), а також в Центральному масиві.
Тальк. Франція займає одне з провідних місць у світі за запасами тальку. Найбільші родовища Тримунс і Люзенак у департаменті Ар'єж.
Інші корисні копалини. Франція має також значні запаси діатоміту, польового шпату (родовища Сен-Шелі-д'Апше в департаменті Лозер), андалузиту (родовище Гломель у департаменті Кот-дю-Нор), кіаніту, кварцових пісків, вапняку, буд. матеріалів (облицювальні камені, гравій, пісок, покрівельний сланець), бітумінозних вапняків (родовище Авежан у департаменті Гар і Пон-дю-Шато в департаменті Пюї-де-Дом).